# Flodflickslända
Flodflickslända (Platycnemis pennipes) är en art i insektsordningen trollsländor som tillhör familjen flodflicksländor.

## Kännetecken
Flodflicksländans hane är vanligtvis ljust blå och honan är gröngul till lite brunaktig. Båda har svarta teckningar på bakkroppen. Ett kännetecken är de utplattade skenbenen, som hanen visar upp i flykten som en varningssignal till andra hanar och för honan som uppvaktning inför parningen. Vingarna är genomskinliga med ett litet brunaktigt vingmärke. Vingbredden är 35 till 45 millimeter och bakkroppens längd är 27 till 31 millimeter. 

## Utbredning
Flodflicksländan finns i Europa och i vissa områden av Asien. I Sverige finns den i södra delen av landet, från Skåne till Gästrikland, utom på Öland och Gotland. 

## Levnadssätt
Flodflicksländans habitat är främst lugna åar, men den finns också vid en del sjöar. Efter parningen lägger honan äggen tillsammans med hanen, vanligtvis i näckrosblad. Utvecklingstiden från ägg till imago är ett år och flygtiden mitten av juni till augusti.